# Gottfried Neeße
Karl Gottfried Neeße (* 25. März 1911 in Auerbach/Vogtl.; † 1. Mai 1987 in Starnberg) war ein deutscher Rechtswissenschaftler und NS-Funktionär.

## Leben und Wirken im NS-Staat
Gottfried Neeße wurde am 25. März 1911 als Sohn eines Richters in der Kleinstadt Auerbach im sächsischen Vogtlandkreis geboren. Er besuchte von 1917 bis 1930 die Volksschule und das humanistische Gymnasium in Dresden, wo er 1930 die Reifeprüfung ablegte. Noch während seiner Schulzeit trat er zum 1. Juni 1929 der NSDAP bei (Mitgliedsnummer 135.281). Er gründete und führte in seiner Heimatstadt 1929/1930 den Nationalsozialistischen Schülerbund Dresden.
1930 trat Neeße der SA bei. Von 1931 bis 1934 war er im Auslandsamt der Hitlerjugend-Reichsleitung und in der Auslandsabteilung der Reichsjugendführung tätig, wo er die nationalsozialistische Jugendarbeit im europäischen Osten leitete. Im November 1933 wurde er zum Oberbannführer befördert.
Neeße studierte bis 1933 Rechtswissenschaft und Volkswirtschaft in München und Leipzig und wurde 1935 zum Dr. jur. promoviert. Während seines Studiums an der Ludwig-Maximilians-Universität München trat er dem Nationalsozialistischen Deutschen Studentenbund (NSDStB) bei und hatte eine Führungsposition innerhalb der Vereinigung inne. Ende Juni 1931 war er Drahtzieher und Hauptverantwortlicher der Münchner Universitätskrawalle, die sich gegen den Staatsrechtler und Hochschullehrer Hans Nawiasky richteten und zu einer Räumung und zeitweisen Schließung der Universität führten. Neeße kam mit der Androhung der Wegweisung von der Universität München davon.
Von 1934 bis 1936 war Neeße in der Hitlerjugend-Gebietsführung Sachsen in Dresden tätig, zunächst in deren Sozialabteilung und später als Leiter der Rechtsabteilung. Parallel dazu war er von 1934 bis 1937 Lehrer an der Verwaltungsakademie in Dresden. Von 1936 bis 1937 arbeitete er als Gerichtsreferendar. Er legte die beiden juristischen Staatsprüfungen ab, trat 1937 in den höheren Verwaltungsdienst in Sachsen ein und war von 1937 bis 1938 Referent im Sächsischen Ministerium für Volksbildung. Anschließend war er bis Dezember 1938 Assessor und Regierungsassessor in Dresden und München und Mitarbeiter des Reichsgruppenrats „Junge Rechtswahrer“ in der Reichsführung des Nationalsozialistischen Rechtswahrerbundes.
Im Februar 1938 wurde Neeße Reichsstellenleiter im Stab des Stellvertreters des Führers (später „Partei-Kanzlei“ genannt), dem zentralen Führungsorgan der NSDAP in München. Im März 1938 heiratete er. Im Dezember 1938 schied er aus der Hitlerjugend-Arbeit aus und wurde zum Regierungsrat befördert. Er trat der Schutzstaffel (SS) bei, wo er als SS-Hauptsturmführer übernommen und im November 1940 zum SS-Sturmbannführer befördert wurde. Ab 1941 war er mit der Amtsbezeichnung Oberregierungsrat in der NSDAP-Parteizentrale tätig und wurde dort im November 1941 zum Bereichsleiter ernannt.
Ab 1941 war Neeße zudem ordentliches Mitglied der „Landesvertretung Deutschland“ innerhalb der neu gegründeten Internationalen Rechtskammer. Im selben Jahr hielt er an der „Führerschule“ des Reichssicherheitshauptamtes (RSHA) in Berlin-Charlottenburg Vorlesungen über Parteirecht. Im Wintersemester 1941/1942 las Neeße zudem an der Universität Berlin im Rahmen von speziellen Vorlesungen „durch besondere Professoren bzw. Dozenten“ für das RSHA über „Geschichte, Aufbau und Rechtsstellung der NSDAP“.
Von Januar 1942 bis Mai 1943 diente Neeße als Soldat in einer Maschinengewehr-Kompanie der Wehrmacht in der Sowjetunion. Im September 1942 wurde er zum Unteroffizier befördert. Nach einer Verwundung, die zu einer dauerhaften Schädigung seiner linken Hand führte, musste er 1943 als „nicht mehr frontverwendungsfähig“ in den zivilen Dienst zurückkehren. Er wurde mit dem Infanterie-Sturmabzeichen und dem NS-Verwundetenabzeichen ausgezeichnet, und im November 1943 erfolgte seine Beförderung zum SS-Obersturmbannführer.
Nachdem sein Vorgesetzter, Martin Bormann, Neeßes Wunsch nach einer Tätigkeit außerhalb der Partei-Kanzlei entsprochen und die Freigabe seines langjährigen Mitarbeiters „für eine Außenarbeit möglichst selbständiger Prägung“ erteilt hatte, erhielt Neeße durch Vermittlung hochgestellter Parteigenossen im Juli 1944 den Posten eines Beigeordneten bzw. Stadtrats in Leipzig. Auch für das freigewordene Amt des Oberbürgermeisters von Görlitz hatte Neeße großes Interesse gezeigt, da er jedoch „keinerlei praktische Erfahrung“ aufwies, wurde ihm der Parteigenosse Hans Meinshausen vorgezogen. Im November 1944 wurde er zum Dienst ins Reichssicherheitshauptamt kommandiert. Kurz vor Kriegsende wurde er nochmals zur Wehrmacht einberufen und war ab Januar 1945 als Führer im Stab der 48. SS-Standarte in Leipzig im Einsatz. Er wurde mit den Goldenen Ehrenzeichen der Hitlerjugend und der NSDAP geehrt.
Neeße veröffentlichte zur Zeit des Nationalsozialismus zahlreiche Bücher und Abhandlungen. Sein 1934 verfasster Kommentar zum Einheitsgesetz und sein Kommentar zum sogenannten Heimtückegesetz im Jahr 1935 stießen unter Juristen auf viel Resonanz. Ab 1935 befasste er sich in Aufsätzen und Monographien intensiv mit der Rechtsstellung der NSDAP und dem Verhältnis von Partei und Staat. Der deutsch-amerikanische Politologe Franz Leopold Neumann bezeichnete Neeße neben Reinhard Höhn als „avanciertesten nationalsozialistischen Juristen“.

## Nachkriegszeit
Über Neeßes Leben in der Nachkriegszeit ist wenig dokumentiert. Nach seiner Rückkehr aus einer kurzen Kriegsgefangenschaft übte er zunächst verschiedenste Tätigkeiten in der Landwirtschaft und der Wirtschaft aus. Im Jahr 1951 trat er in die Geschäftsleitung des Münchner Kommunalschriften-Verlages J. Jehle ein. Er lebte mit seiner Familie auf dem „Bergkramerhof“ westlich von Wolfratshausen und war Vater von drei Kindern. Von diesem Wohnort zeugen auch Briefe Neeßes, die im Literaturarchiv Marbach aufbewahrt werden.
Im Archiv des Instituts für Zeitgeschichte (IfZ) in München findet sich im Bestand „Zeugenschrifttum“ ein Dokument mit dem Titel „Gespräch mit Dr. Gottfried Neeße am 15. Oktober 1958“ (Aktenzeichen 4708/71), in welchem er sich unter anderem zu Interna der Parteikanzlei äußerte. Das IfZ sammelte in seinen Anfangsjahren durch derartige Befragungen von wichtigen Zeuginnen und Zeugen gezielt Erinnerungen und Dokumente zeitgeschichtlicher Ereignisse, um das Fehlen der staatlichen Akten aus der NS-Zeit auszugleichen, die damals unter anderem noch von den Alliierten beschlagnahmt waren.
Noch bis Ende der 1960er Jahre betätigte sich Neeße weiterhin gelegentlich als Fachautor und veröffentlichte in verschiedenen Verlagen Beiträge zu juristischen Themen des öffentlichen Rechts, zudem verfasste er einige Buchbesprechungen und Rezensionen von Fachveröffentlichungen Dritter für die Neue Deutsche Beamtenzeitung und die Zeitschrift für Beamtenrecht. In späteren Jahren wandte er sich philosophischen Themen zu und veröffentlichte zuletzt 1982 das Buch Heraklit heute: Die Fragmente seiner Lehre als Urmuster europäischer Philosophie, dessen Inhalt jedoch negativ rezensiert wurde.
Gottfried Neeße starb am 1. Mai 1987 im Alter von 76 Jahren in Starnberg.

## Schriften (Auswahl)
Publikationen zur Zeit des Nationalsozialismus:
- Brevier eines jungen Nationalsozialisten. Reihe: Schriften an die Nation. Stalling-Bücherei, Nr. 53, Verlag Gerhard Stalling, Oldenburg 1933.
- Die Nationalsozialistische Deutsche Arbeiterpartei: Versuch einer Rechtsdeutung. W. Kohlhammer, Stuttgart 1933 (208 S.)
- Das Gesetz zur Sicherung der Einheit von Partei und Staat. Kommentar. Dresden 1934.
- Partei und Staat. (= Carl Schmitt [Hrsg.]: Der deutsche Staat der Gegenwart. Band 20). Hanseatische Verlagsanstalt, Hamburg 1936.
- Die Jugend und das Recht. 1936.
- Führergewalt, Entwicklung und Gestaltung der hoheitlichen Gewalt im Deutschen Reich. (=Beiträge zum öffentlichen Recht der Gegenwart. Band 7). J.C.B. Mohr, Tübingen 1940.
- Das feldgraue Spruchbuch. Hanseatische Verlagsanstalt. Hamburg 1940.
- Schrifttum zur Spracherziehung – Bericht und Wertung. In: Nationalsozialistische Monatshefte. Band 14, Nr. 158. Zentralverlag der NSDAP Franz Eher Nachf., S. 384–392 (eingeschränkte Vorschau in der Google-Buchsuche).

Publikationen nach 1945:
- Staatsdienst und Staatsschicksal: Eine Studie über das deutsche Berufsbeamtentum. Holsten-Verlag, Hamburg 1955.
- Schadensverhütung und Schadenshaftung im gemeindlichen Bereich. Boorberg, München 1958.
- mit Werner Weber, Martin Baring: Der Deutsche Beamte heute: Fragen, Erfahrungen, Vorschläge (= Beamtenpolitische Schriftenreihe. Band 1). Lutzeyer, Baden-Baden 1959.
- Gemeinde und Versicherung. Beilage zu Heft 8 der Zeitschrift Die Fundstelle, München 1961.
- Der Leistungsgrundsatz im öffentlichen Dienst. Verlag Günter Olzog, München 1967.
- Heraklit. Philosophie für Europa. Das Werk in neuer Deutung. 1979.
- Heraklit heute: Die Fragmente seiner Lehre als Urmuster europäischer Philosophie. Olms, Hildesheim 1982, ISBN 978-3-487-07157-2.
- Gedanken zum Weiterdenken. Einmalige Auflage, 100 Exemplare, Selbstverlag. München 1985 (144 Seiten)